# ۱۹۸۵ (بازی)
بازی ۱۹۸۵: روز بعد (به انگلیسی: 1985: The Day After) در سال ۱۹۸۵ و در سبک اکشن توسط شرکت سِوِرن سافت ویر تولید و توسط شرکت مسترونیک منتشر گردید.

## داستان

تصویر آغاز بازی

این بازی بر اساس رمان معروف ۱۹۸۴ نوشته جرج اورول ساخته شده و وقایع بعد از آن ماجراها را دنبال می‌نماید. عنوان این بازی نیز اشاره‌ای به همان اثر معروف می‌باشد. 
در این بازی فرض بر این قرار گرفته که برادر بزرگ نابود گشته و انسان‌ها کنترل سیاره را خود به دست گرفته‌اند. اما منابع انرژی آن‌ها رو به اتمام است و وظیفه مهم بدست آوردن انرژی هسته‌ای لازم می‌باشد. برادر بزرگ قبل از نابودی، مقدار زیادی انرژی را در چهار سیاره مختلف ذخیره کرده بود و اینک وظیفه شما پیدا نمودن این منابع انرژی در سیارات می‌باشد.

## گیم‌پلی

تصویر بازی کمودور64

گیم پلی این بازی بر اساس بازی‌های دوبعدی دهه هشتاد میلادی پایه‌ریزی شده و وظیفه بازیباز هدایت سفینه فضایی در سیارات مختلف و پیدا نمودن منابع انرژی است (این منابع انرژی در غلاف‌هایی قرار داده شده‌اند). سفینه‌های فضایی بیگانه‌ها و توپ‌های لیزری دشمنان شما در این بازی هستند، که می‌توانید به آن‌ها شلیک کرده یا سعی نمایید از آن‌ها دوری کنید. کنترل سفینه در این بازی بسیار دشوار بوده و نیاز به تمرین بسیار برای بدست آوردن مهارت لازم دارد.
گرافیک این بازی دو بعدی و نمایی ارائه می‌دهد که صفحه نمایش به صورت افقی در حین بازی حرکت می‌کند.

## سیستم‌ها
این بازی در سال ۱۹۸۵ توسط شرکت مسترونیک بر روی رایانه‌های خانگی کمودور ۶۴ و اسپکتروم منتشر گردید.

## معادل انگلیسی
1. ↑  Severn Software
2. ↑  Mastertronic